# 花供養 (宝塚歌劇)
『花供養』は宝塚歌劇団の舞台作品。

## 概要
この舞台作品は徳川幕府の圧政で苦悩を強いられた後水尾天皇を中心に描き、宝塚歌劇では珍しく歌、音楽を一切用いない台詞のみで構成される。1984年、宝塚バウホールで初演され、春日野八千代ら専科生抜粋メンバーが出演、2004年、轟悠ら専科の他、雪組生の一部メンバーを加えて再演された。

## 登場人物
後水尾天皇
近衛信尋
お与津御寮人
中宮和子
春日局
水無瀬
冴月
小橋
春野
公覚尼
よし

## 出演者

### 1984年
- 春日野八千代
- 神代錦
- 梓真弓
- 榛名由梨

### 2004年
- 轟悠
- 城火呂絵
- 汝鳥伶
- 邦なつき
- 磯野千尋

以上、専科
- 灯奈美
- 未来優希
- 愛耀子
- 音月桂
- 白羽ゆり
- 山科愛

以上、雪組生

## スタッフ
- 作・演出：植田紳爾

## 上演期間
- 2004年9月1日-9月23日 日生劇場[1]